# 로버트 쿠버

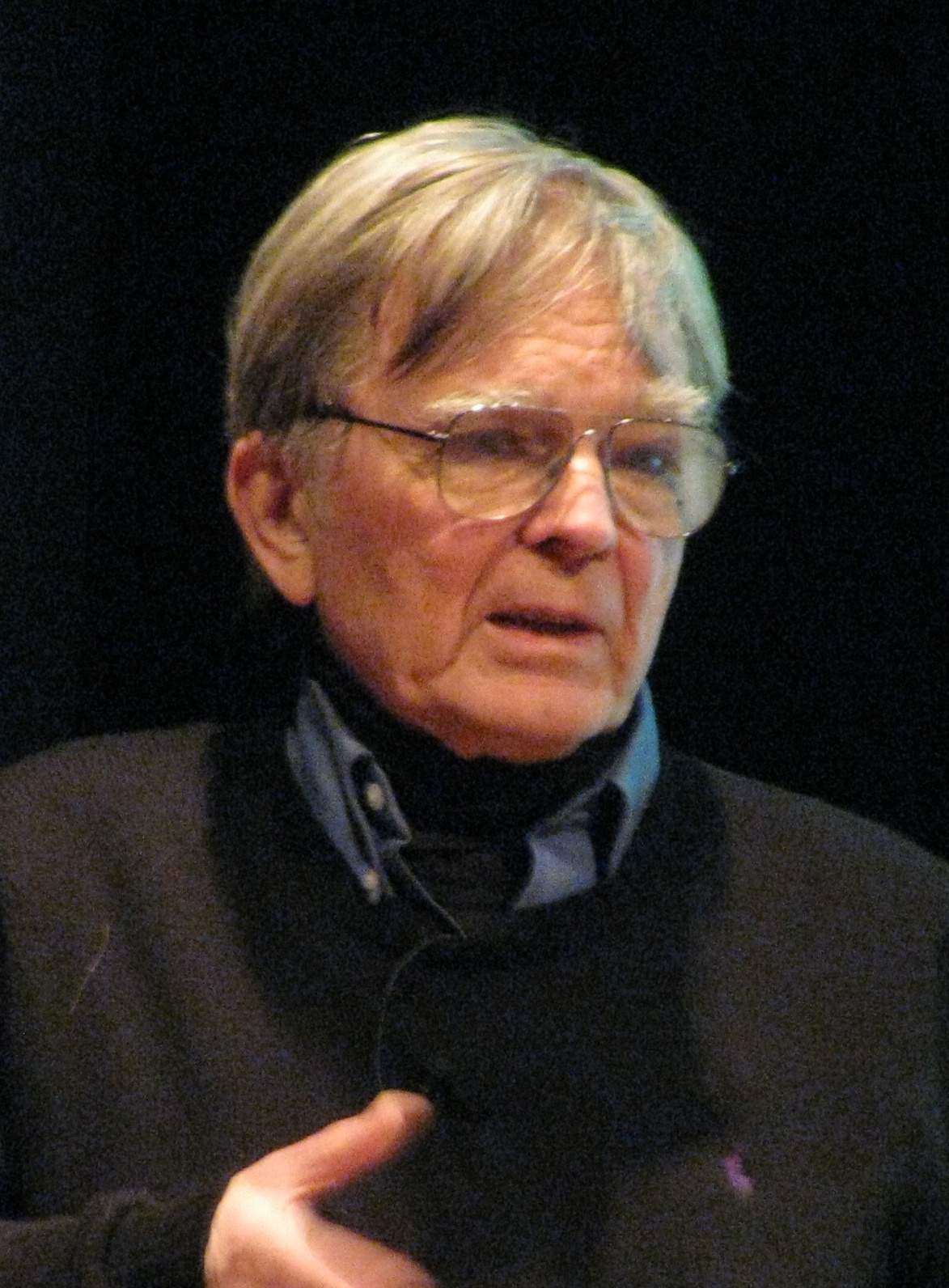
2009년 모습

로버트 쿠버(Robert Coover, 본명: 로버트 로웰 쿠버, Robert Lowell Coover, 1932년 2월 4일~2024년 10월 5일)는 미국의 소설가이자 단편 소설 작가이자 브라운 대학교 문학과의 T. B. 스토웰 명예 교수였다. 일반적으로 우화와 메타픽션의 작가로 간주된다. 전자문학의 옹호자가 되었고 전자문학기구(Electronic Literature Organization)의 창립자였다.

## 배경
쿠버는 아이오와 주 찰스 시티에서 태어났다. 서던 일리노이 주립 대학교 카본데일에 다녔고 학사 학위를 받았다. 1953년 인디애나 대학교 블루밍턴에서 슬라브학 박사를 취득한 후 1953년부터 1957년까지 미 해군에서 복무하여 중위가 되었다. 1965년 시카고 대학교에서 인문학 일반학 석사 학위를 받았다. 1968년에 그는 베트남 전쟁에 항의하여 세금 납부를 거부하겠다고 다짐하는 "작가 및 편집자의 전쟁 세금 항의" 서약에 서명했다. 쿠버는 많은 대학에서 상주 교사 또는 작가로 재직했다. 1981년부터 2012년까지 브라운 대학교에서 가르쳤다.

## 같이 보기
- 하이퍼텍스트 시
- 전자책
- 하이퍼텍스트 문학
- 인터랙티브 픽션